# Castell de Millars (Rosselló)

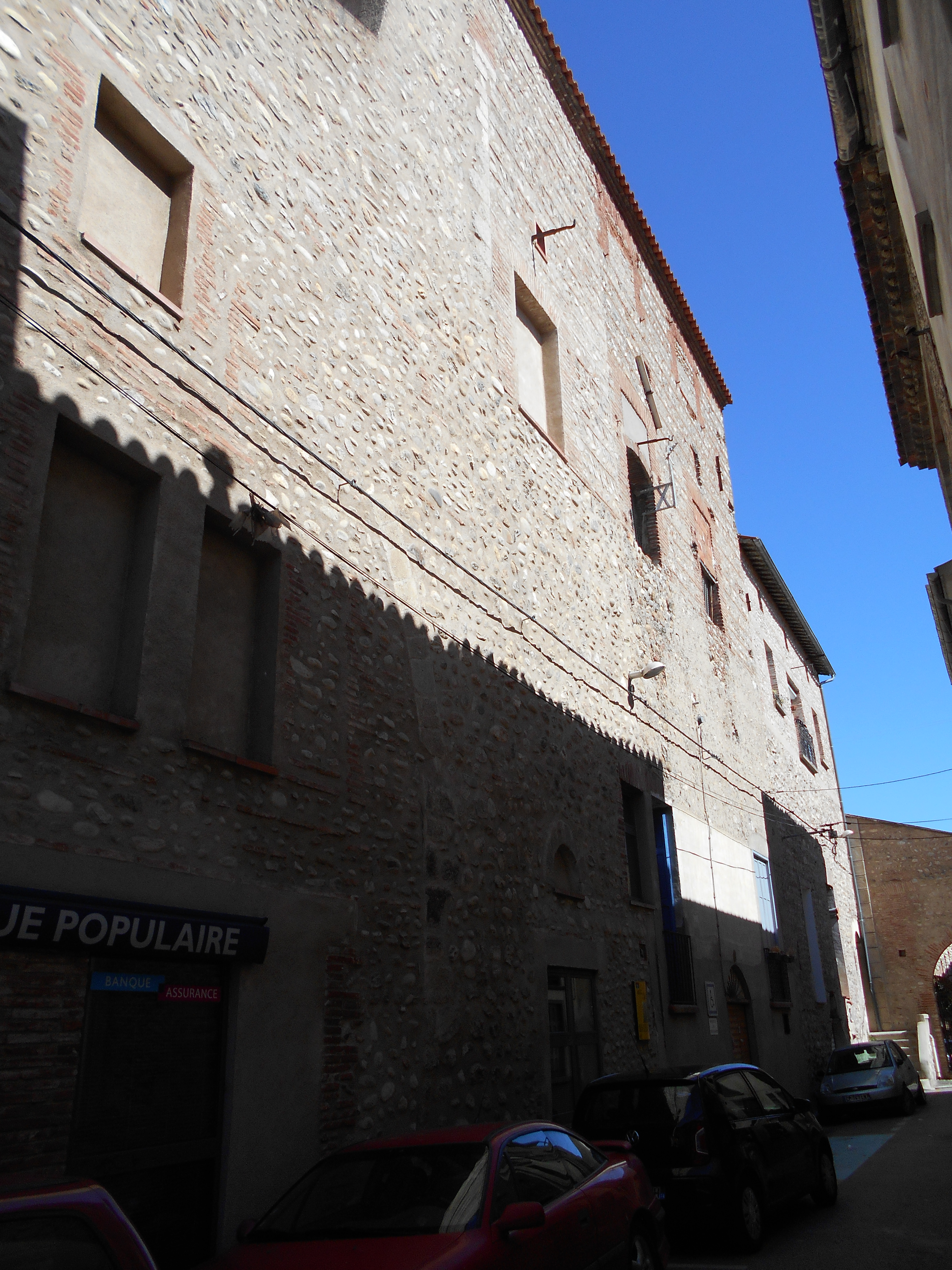
Façana oriental del castell

El Castell de Millars és un castell medieval d'estil romànic del segle xi situat en el poble de Millars, del terme comunal del mateix nom, a la comarca del Rosselló, a la Catalunya del Nord.
Està situat al centre de la vila vella de Millars, a prop i a ponent de l'església parroquial de Santa Eulàlia. Constituïa el límit occidental del primer recinte del poble, i quedà inclòs a dins del segon recinte de la vila fortificada.

## Història
El document més antic que esmenta (Millares, 898) el nom de la població també parla d'una presa d'aigua (caput aquis) i del canal que a partir del castellare de Sant Martí rega el Riberal de l'esquerra de la Tet. El 953 un altre document parla de Miliaso, alhora que de Puliano, possiblement per la vila romana que estaria a l'origen del topònim dels Palaus. També entre els segles x i xi es parla d'un alou important de Sant Miquel de Cuixà in villa Milliarii, Miliarium o Miliarios. A mitjan segle X un altre document parla de la donació de possessions de Riculf a la seva filla Ranlo, muller d'Adroer (possible origen de Caladroer), on descriu un alou important, format per cases, edificacions agrícoles, terres, horts, vinyes i garrigues. Ranlo i Adroer permutaren aquestes terres amb els seus germans Isarn i Esteve: aquesta permuta possiblement és l'origen de Caladroer. Esteve donà o llegà la seva part al comte Guifré de Cerdanya, el qual en feu donació el 1027 a Sant Martí del Canigó, alhora que el fill d'Isarn, Esteve Isarn, inicià un procés contra aquest comte per tal de recuperar les terres que havien estat del seu oncle; el va perdre.
No apareixen senyors laics de Millars fins al segle XII: Artau de Castellnou, tercer fill de Guillem Udalgar III, vescomte de Castellnou, s'intitulava Artau de Millars[ i de Nefiac el 1157. Consta que el 1163 compartia la senyoria de Millars amb Pere de Domanova, marit D'Ermessenda de Millars, i Ramon de la Tor. El 1167, el seu fill Udalgar jurava fidelitat pel lloc i castell de Millars al rei Alfons I. A finals del segle xii la senyoria de Millars estava en mans dels Castellnou-Millars, però sembla que el consenyoriu fou tornat a Pere Ramon de Millars i Ramon II de la Tor, probables fills dels abans esmentats dels mateixos cognoms. El 1211 era Ponç IV de Vernet, senyor de Vernet, Torrelles, Talteüll, Vingrau i altres, qui tenia la possessió de la meitat del Castell de Millars, i el 1260 era Ponç V de Vernet qui posseïa aquesta meitat del castell (l'altra meitat consta com a possessió de Guillem Hug de Serrallonga), però el 1261, mogut per un procés inquisitorial contra el seu pare, canvià amb Ponç Hug d'Empúries Millars per Cadaqués, reservant-se, però l'usdefruit de Millars de per via. Morí l'any següent, i Ponç Hug d'Empúries entrà en plena possessió de Millars.
El 1270 el comte Hug V d'Empúries vengué els seus drets sobre Millars a l'infant Jaume d'Aragó, futur rei de Mallorca, qui conformà els privilegis dels millassos, afegint-ne de nous. El 1294 feia capbreu del terme de Millars. El seu fill, Jaume III de Mallorca, en feu donació en franc alou a Bernat de So, primer vescomte d'Èvol, tot i reservar-ne l'alta jurisdicció per al poder reial. Amb la reintegració del Regne de Mallorques als dominis del comte de Barcelona i rei d'Aragó, Pere III el Cerimoniós, Bernat II de So, fill de l'anterior, s'hi sotmeté, cosa que va permetre-li conservar-ne la senyoria, alhora que obtenia un lloc rellevant a la cort del monarca. A la seva mort, Millars tornà a mans directes de la corona, i el 1387 Joan I atribuïa el seu senyoriu a Ramon de Perellós, a qui el 1391 instituïa vescomte de Perellós. Ramon de Perellós és l'autor de la curiosa novel·la de viatges i aventures Viatge al Purgatori de Sant Patrici.

## Les restes del castell

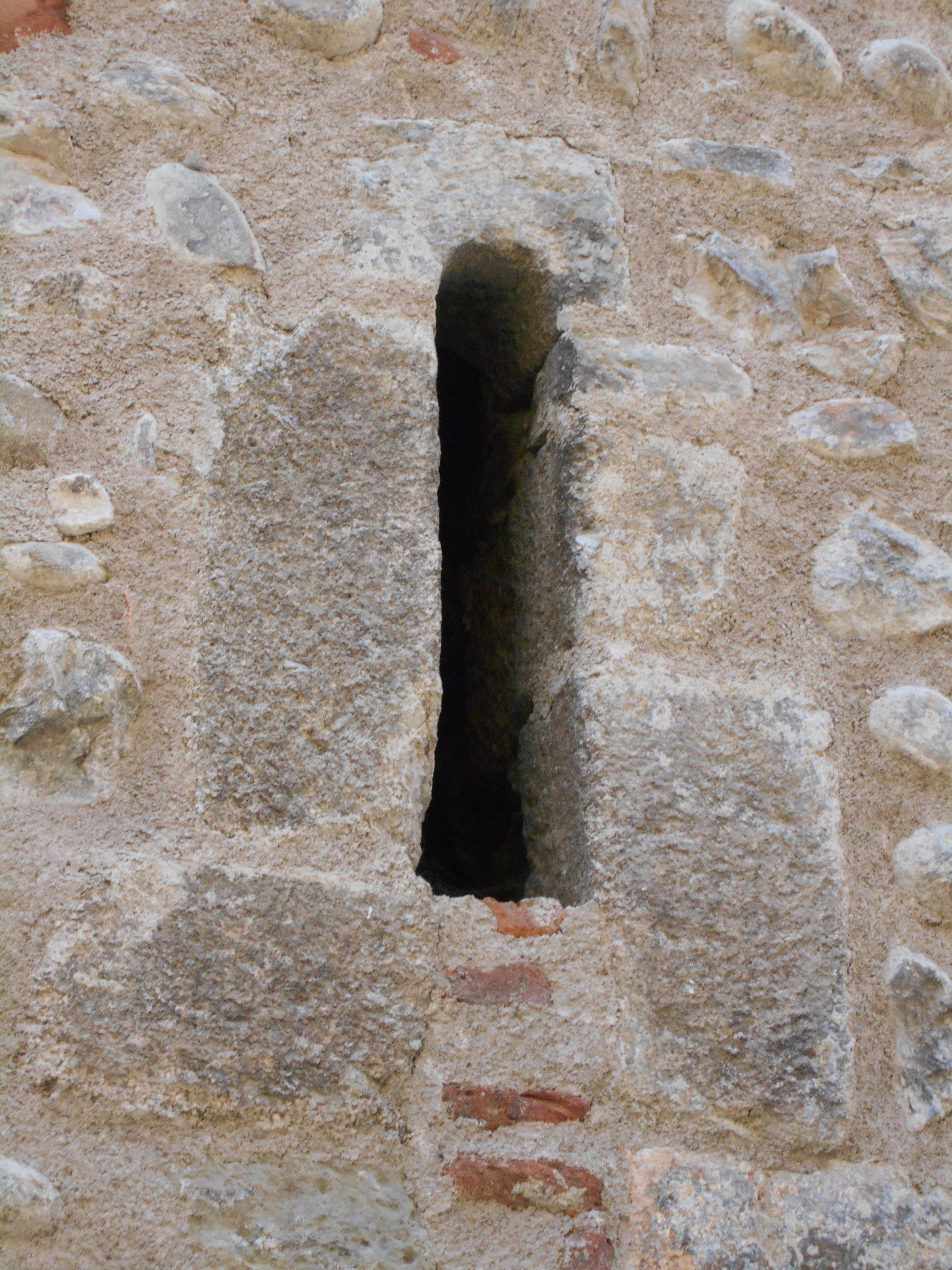
Detall romànic conservat

Les restes conservades del castell són encara molt destacables. En el primer pis destaca una notable sala coberta amb volta de canó seguit i un portal.